# Anna Bell Peaks
Anna Bell Peaks (Chatsworth, 26 luglio 1981) è un'attrice pornografica statunitense.

## Biografia
È nata nella San Fernando Valley, nella California meridionale. Dopo aver terminato il college, ha proseguito gli studi in contabilità all'università. Per pagarsi gli studi inizia ad esibirsi su Internet come camgirl, ottenendo una certa popolarità. Ha inoltre lavorato come commercialista.
Nel 2015, all'età di 34 anni, ha iniziato la sua carriera da attrice pornografica. Come molte sue colleghe che hanno iniziato a girare film dopo i 30 anni, per la sua fisicità è stata classificata come MILF. Tra i suoi tratti distintivi, oltre al colore magenta dei capelli, i piercing alla narice destra, ad entrambi i capezzoli, all'ombelico e nelle parti intime, ci sono 27 tatuaggi distribuiti in varie parti del corpo (tra cui il testo "Judge Me Not" accompagnato ad una serie di rose sopra il seno, una farfalla sopra l'ombelico, un tribale sul fianco destro, un disegno sulla spalla sinistra, un teschio floreale sul braccio destro, una rosa grande sopra il pube, delle ali d'angelo sulla schiena con una scritta cinese nel mezzo, una fascia sulla coscia destra e la scritta "Masquerade! Paper faces on parade Masquerade! Hide your face so the world will never find you" sulla coscia sinistra), realizzati a partire dai suoi 18 anni e la partecipazione a scene in cui praticava lo squirting, distribuite anche attraverso il suo sito personale.
Alcuni dei suoi lavori come attrice comprendono Dominance and Submission, Inked Angels 5, Lesbians and Their Big Toys, Lex's Tattooed Vixens, My Hotwife's Gangbang 3, Thou Shalt Not Print Marks Upon Thee e Whore's Ink 3.
Nel 2017 ha inoltre debuttato come regista dirigendo il film A Is For Anna, che contiene la sua prima scena di sesso anale.Risulta accreditata come regista anche nei film Anna Bell Peaks Out Of Control, Anna's Filthy Fantasies, Fuck My MILF Pussy e A Is For Anna 3.
Nel 2018 ha lanciato un programma di tutoraggio sul suo sito web, attraverso il quale offre consigli e consulenze a nuovi attori ed attrici interessati ad arricchire i propri guadagni nel settore pornografico. Nel mese di dicembre dello stesso anno ha annunciato il suo ritiro come attrice pornografica; le ultime scene prodotte che la vedono protagonista come interprete sono state diffuse a gennaio 2019.
Nell'arco della sua carriera da attrice, terminata all'età di 37 anni e durata circa 4 anni e mezzo, ha girato complessivamente 206 film. Seppure non partecipi più a produzioni professionali ed abbia dichiarato di voler tornare alla professione di commercialista, ha mantenuto comunque aperti i suoi profili online sui social network ed i canali mediante i quali svolge i suoi spettacoli come camgirl.

## Riconoscimenti

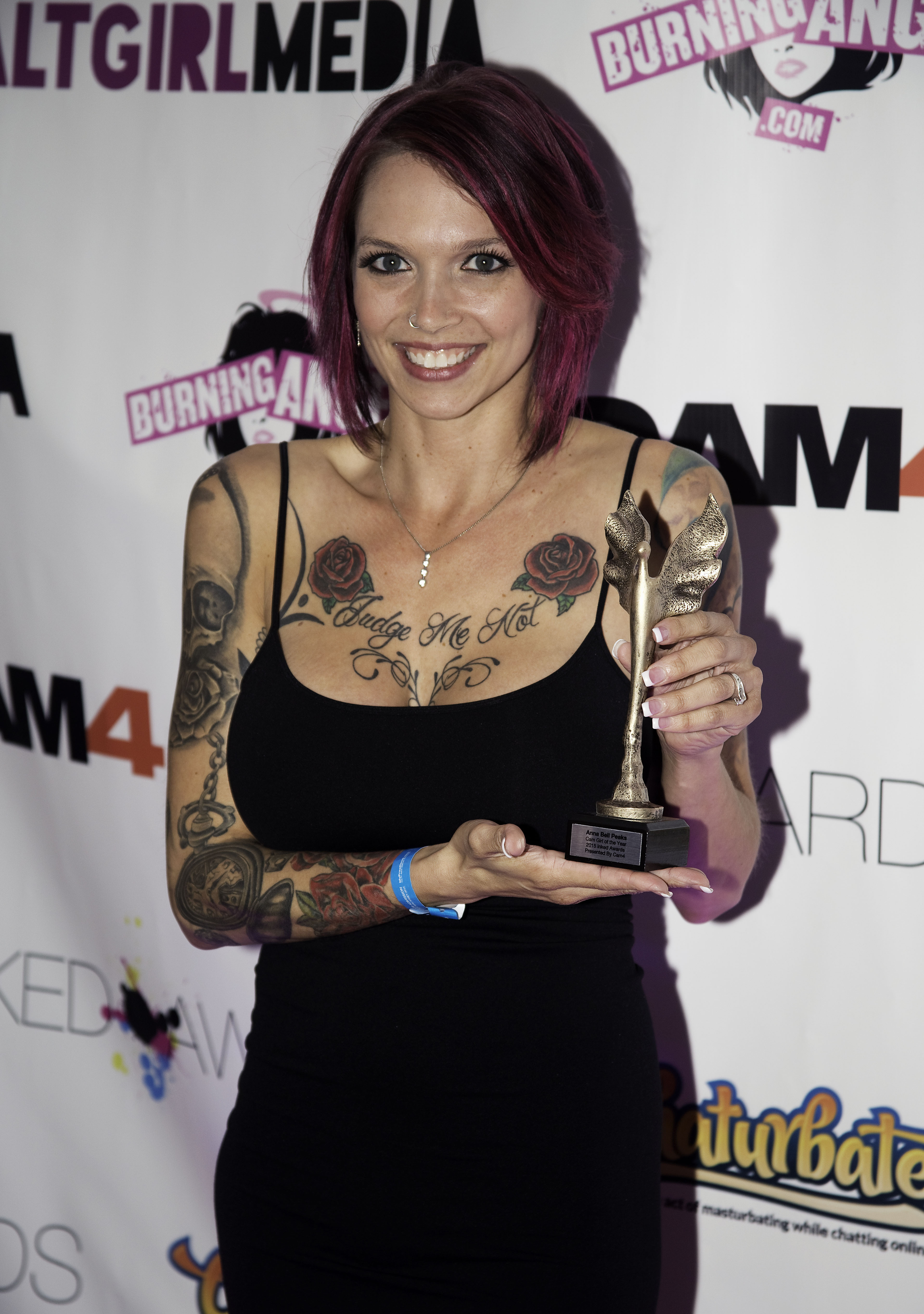
Anna Bell Peaks con il premio da lei ricevuto come Cam Girl of the Year agli Inked Awards del 2015.

Durante la sua carriera ha ricevuto i seguenti premi e candidature ai premi dell'industria cinematografica pornografica, sia da parte di quella considerata mainstream sia da quella di genere alt porn:

### Altporn Awards
- 2018 – Candidatura al premio Female Performer of the Year
- 2020 – Candidatura al premio Best Clip Artist of the Year

### AVN Awards
- 2016 – Candidatura al premio Best solo/tease performance per I Love Big Toys 41
- 2016 – Candidatura al premio Biggest Web Celebrity
- 2016 – Candidatura al premio Hottest Newcomer
- 2017 – Candidatura al premio Web Queen
- 2018 – Candidatura al premio MILF Performer of the Year
- 2019 – Candidatura al premio MILF Performer of the Year
- 2020 – Candidatura al premio Fan Award: Social Media Star

### Inked Awards
- 2015 – Candidatura al premio Best Ass
- 2015 – Candidatura al premio Best Boobs
- 2015 – Vincitrice del premio Cam Girl of the Year
- 2015 – Vincitrice del premio Perfect Pussy
- 2016 – Candidatura al premio Best Anal Performer
- 2018 – Candidatura al premio Best Ass
- 2018 – Candidatura al premio Best Girl-Girl Scene per Bloodthirsty Biker Babes 1
- 2018 – Candidatura al premio Best Group Scene per Bloodthirsty Biker Babes 2
- 2018 – Candidatura al premio Best Oral
- 2018 – Candidatura al premio Best Tits
- 2018 – Candidatura al premio Female Performer of the Year
- 2018 – Candidatura al premio Perfect Pussy
- 2018 – Candidatura al premio Scene of the Year per Putting Her Feet Up
- 2019 – Candidatura al premio Best Anal
- 2019 – Candidatura al premio Best Ass
- 2019 – Candidatura al premio Best Ink
- 2019 – Candidatura al premio Best Model Website
- 2019 – Candidatura al premio Best Oral
- 2019 – Candidatura al premio Best Tits
- 2019 – Candidatura al premio Perfect Pussy

### Nightmoves
- 2015 – Candidatura al premio Best Ink
- 2015 – Candidatura al premio Fan Best Ink
- 2018 – Candidatura al premio Best Boobs
- 2018 – Candidatura al premio Best Ink

### Pornhub Awards
- 2019 – Candidatura al premio Splash Zone Top Squirting Performer

### Spank Bank Awards
- 2017 – Candidatura al premio Gloryhole Guru of the Year
- 2017 – Candidatura al premio Supreme Majesty of the Stripper Pole
- 2017 – Candidatura al premio Tattooed Temptress of the Year
- 2018 – Candidatura al premio Royal Majesty of the Stripper Pole
- 2018 – Candidatura al premio Tattooed Temptress of the Year
- 2019 – Candidatura al premio Best Piercing
- 2019 – Candidatura al premio Royal Majesty of the Stripper Pole
- 2019 – Candidatura al premio Super Squirter of the Year

### XBIZ Awards
- 2017 – Candidatura al premio Best New Starlet
- 2017 – Candidatura al premio Best Supporting Actress per Suicide Squad XXX: An Axel Braun Parody
- 2018 – Candidatura al premio Best Scene – Gonzo Release per Evil Creampies
- 2018 – Candidatura al premio Best Sex Scene – All-sex Release per Jessica Drake is Wiked

## Filmografia

### Attrice
- Anna Bell Peaks Is a Squirting Freak (2015)
- Anna Bell Peaks POV (2015)
- Art of Flesh (2015)
- Big Tit Cream Pie 36 (2015)
- Blacks On Blondes: Anna Bell Peaks and Katrina Jade(2015)
- Bring The Pain (2015)
- Cuckold Sessions: Anna Bell Peaks (2015)
- Female Masturbation (2015)
- First Time Footjobs (2015)
- Flirt Then Squirt (2015)
- Greedy Mistress Cunt (2015)
- Hot Chicks Big Fangs 2 (2015)
- I Love Big Toys 41 (2015)
- In the Navy Now(2015)
- Inked Angels 5 (2015)
- Lesbians And Their Big Toys (2015)
- Lex's Tattooed Vixens 1 (2015)
- More Than Kissing Cousins (2015)
- My Friend's Hot Mom 19931 (2015)
- My Wife's Hot Friend 20401 (2015)
- Naughty Office 19493 (2015)
- Peak Performance (2015)
- PF's 600th Episode (2015)
- Pharmacy Fuckdown (2015)
- Squirtamania 45 (2015)
- Surprise Stripper - Part 1 (2015)
- Surprise Stripper - Part 2 (2015)
- This Warehouse is a Whorehouse (2015)
- Triple BJs (2015)
- Ugly Step-Sister (2015)
- Whiteroom 6 (2015)
- Your Darkest Desires (2015)
- ZZ Hospital - No Love, Just Lust (2015)
- Alt Girl Anna Bell Peaks Gets Her Big Black Dick Fix (2016)
- Anna Bell Peaks Is A Freak (2016)
- Axel Braun's Inked 2 (2016)
- Axel Braun's Squirt Class 3 (2016)
- Big Tit MILFs  (2016)
- Candy Lickers 2 (2016)
- Candy Lickers 3 (2016)
- Cindy: Queen of Hell (2016)
- Cum On My Tattoo - Anna Bell Peaks (2016)
- Cum On My Tattoo 6 (2016)
- Deep Throat League 2 (2016)
- Dominance and Submission (2016)
- Dysfucktional Family Reunion (2016)
- Evil Squirters 2 (2016)
- Exposed POV 4 (2016)
- Facial Cum Catchers 38 (2016)
- Gangbang Creampie 45 (2016)
- Glory Hole: Anna Bell Peaks and Iris Rose (2016)
- Hot Milf Squirts All Over The Dick (2016)
- Interracial Gloryhole Creampies 2 (2016)
- Interracial Squirt (2016)
- Jessica and Anna Cam 1St Experience (2016)
- Jessica and Anna Cam 2nd Experience (2016)
- Last Dick On Earth (2016)
- Let's Bake A Titty Cake (2016)
- Mother's Love 7 (2016)
- My Friend's Hot Girl 21409 (2016)
- My Hotwife's Gangbang 3 (2016)
- My Wife is a Black Cock Slut (2016)
- Naughty Office 21515 (2016)
- Naughty Treat (2016)
- One In the Pink, Under The Sink (2016)
- Peak Pleasure (2016)
- POV Punx 12: Tig Ol' Bitties (2016)
- Pretty Kitties 2 (2016)
- Sexy Pictures Worth A Thousand Words (2016)
- Shane Diesel's Black Bull for Hire 4 (2016)
- Slut in the Shower (2016)
- Squirt in My Gape 5 (2016)
- Squirt-A-Holic (2016)
- Suicide Squad XXX: An Axel Braun Parody (2016)
- Tattooed Tits (2016)
- Thou Shalt Not Print Marks Upon Thee (2016)
- Tits Out Like A Light (2016)
- Whore's INK 3 (2016)
- A is For Anna (2017)
- A is For Anna 2 (2017)
- After School Punishment (2017)
- Anna Bell Peaks Fucks Her Panty Fetish Fan (2017)
- Anna Bell Peaks Gets Anal Pounding (2017)
- Anna Bell Peaks Out of Control (2017)
- Anna Bell Peaks Squirts (2017)
- Anna Bell Peaks Throws Fan a Bone (2017)
- Ass After Midnight (2017)
- Back in the Butt (2017)
- Before You Go (2017)
- Best Home Workout (2017)
- Best in the Biz (2017)
- Big Tits Round Asses 48 (2017)
- BigGulpGirls: Anna Bell Peaks (2017)
- Bloodthirsty Biker Babes 1 (2017)
- Bloodthirsty Biker Babes 2 (2017)
- Deep Fuck Delight: Busty Milf's Tattoos Covered In Cum (2017)
- Deep in That Ass 4 (2017)
- Dino Crisis A XXX Parody (2017)
- Dirty Wives Club 22493 (2017)
- Evil Creampies (2017)
- Facial Fantasy 2 (2017)
- Girls Only (2017)
- Great Tits Keep On Shaking: Big Boner Bangs Massive Cleavage (2017)
- Gushers 2 (2017)
- Hot Wife Creampie (2017)
- Jessica Drake is Wicked (2017)
- Keep It In The Family (2017)
- Keeping It in the Family (2017)
- Leather Submission (2017)
- Lesbian Anal Trainers (2017)
- Living the Dream (2017)
- Massumptions (2017)
- MILF Issues 2 (2017)
- Milfs On Vacation 2 (2017)
- My Mom is a Slut (2017)
- My Tattooed Stepmom Blew Me (2017)
- Nude Awakening (2017)
- Orgy Overload (2017)
- Our Asian Nannies (2017)
- Peta Jensen And Anna Bell Peaks Fuck Each Other With Toys (2017)
- Pornstar Therapy 2 (2017)
- Putting Her Feet Up (2017)
- RK Prime 7 (2017)
- Sensual Titty Seduction (2017)
- Sexual Desires of Anna Bell Peaks (2017)
- Shane Diesel F'd My Wife 3 (2017)
- Squirt Monsters (2017)
- Squirt Or Die (2017)
- Squirtin' Obsession (2017)
- Stepson Eating Stepmom's Pussy While On Phone With Dad (2017)
- Superstar BJ's (2017)
- Swallowed 9 (2017)
- Thirst For Ink (2017)
- Titty Creampies 10 (2017)
- Top Notch Anal 3 (2017)
- Total Facials (2017)
- Wedding Belles (2017)
- Air B And Bang  (2018)
- Air Bn Bang With Jessica Jaymes (2018)
- Anna Bell is Hungry for Anal (2018)
- Anna Bell Peaks Green Day (2018)
- Anna Bell Peaks Massage Parlor (2018)
- Anna Puts Her Tits in Your Face Live (2018)
- Babes Gone Black (2018)
- Bad Ass Moms (2018)
- Beautifully Stacked 5 (2018)
- Big Tit MILFs 5 (2018)
- Big Titty MILFs 3 (2018)
- Bloodthirsty Biker Babes 3 (2018)
- Boy Next Door (2018)
- Brad Knights Blow N Go MILFS (2018)
- Breaking In My New Girlfriend (2018)
- Caged 2: Lesbian Edition (2018)
- Cash Grass Or Ass (2018)
- Couples Therapy (2018)
- Cunted By Count Cockula (2018)
- Destiny Loved Got Caged (2018)
- Dirty Grandpa (2018)
- Dirty Grandpa 3 (2018)
- Dirty Wives Club 17 (2018)
- Do You Like My Titties (2018)
- Eric Fucks Anna Bell Peaks (2018)
- Everyone Loves Ginger Girls (2018)
- Flawless (2018)
- Flawless Tits 2 (2018)
- Fuck Christmas 3 (2018)
- Girl Squirt 2 (2018)
- Inked By Peaks (2018)
- Interracial Blow Bang 15 (2018)
- Interracial Edition (2018)
- Lex Cock Matters (2018)
- Make It Rain (2018)
- Making My Step-Mom Squirt (2018)
- MILF Tames Brat 2 (2018)
- MILFs' Dark Desires 1 (2018)
- My First Sex Teacher 24373 (2018)
- My Step Sister Jillian Janson (2018)
- My Tight Pussy Needs A Workout (2018)
- Naughty America 24719 (2018)
- Panty Licking Good Live (2018)
- Pornstar's Guide To Getting Off (2018)
- POV Creampies (2018)
- Rubbing Down A Horny Slut 4 (2018)
- She's Full of Squirt 2 (2018)
- Squirting With Anna Bell (2018)
- Super Squirting Lesbians (2018)
- Tits And Tats 2 (2018)
- Track And Feel (2018)
- True Anal Sluts (2018)
- Twisted Family Secrets 2 (2018)
- Wet and Wild 1 (2018)
- XXXmas Gift (2018)
- Busty Bombshells (2019)
- Crush Girls: Peta Jensen (2019)
- MILF Mayhem 4 (2019)
- Mommy Craves Young Boys (2019)
- Mommy's Personal Trainer (2019)
- Scent Of MILF (2019)
- Sexual Education 6 (2019)
- Squirt-Mania 2 (2019)
- Two Girls For Every Guy 2 (2019)

### Regista
- A Is For Anna (2017)
- A Is For Anna 3 (2017)
- Anna Bell Peaks Out of Control (2018)
- Anna's Filthy Fantasies (2018)